# کارل هنسن (بازیکن فوتبال)
کارل هنسن (دانمارکی: Carl Hansen; ۷ مهٔ ۱۸۹۸ – ۱۹ مهٔ ۱۹۷۸) بازیکن و مربی فوتبال اهل دانمارک بود.
از باشگاه‌هایی که در آن بازی کرده‌است می‌توان به باشگاه فوتبال رنجرز اشاره کرد.
وی همچنین در تیم ملی فوتبال دانمارک بازی کرده‌است.